# Tetrastichus longifimbriatus
Tetrastichus longifimbriatus is een vliesvleugelig insect uit de familie Eulophidae. De wetenschappelijke naam is voor het eerst geldig gepubliceerd in 1917 door Luigi Masi. De soort was ontdekt bij Mahé in de Seychellen.